# Obélisque au duc de Berry
L'obélisque au duc de Berry est un monument situé à Caen. Ce monument funéraire, sous forme de cénotaphe, est érigé dans les années 1820 après l'assassinat de Charles-Ferdinand d'Artois.

## Localisation
Le monument est situé en haut de la place Monseigneur-des-Hameaux, sur l'alignement du côté sud de la rue Guillaume-le-Conquérant.

## Histoire

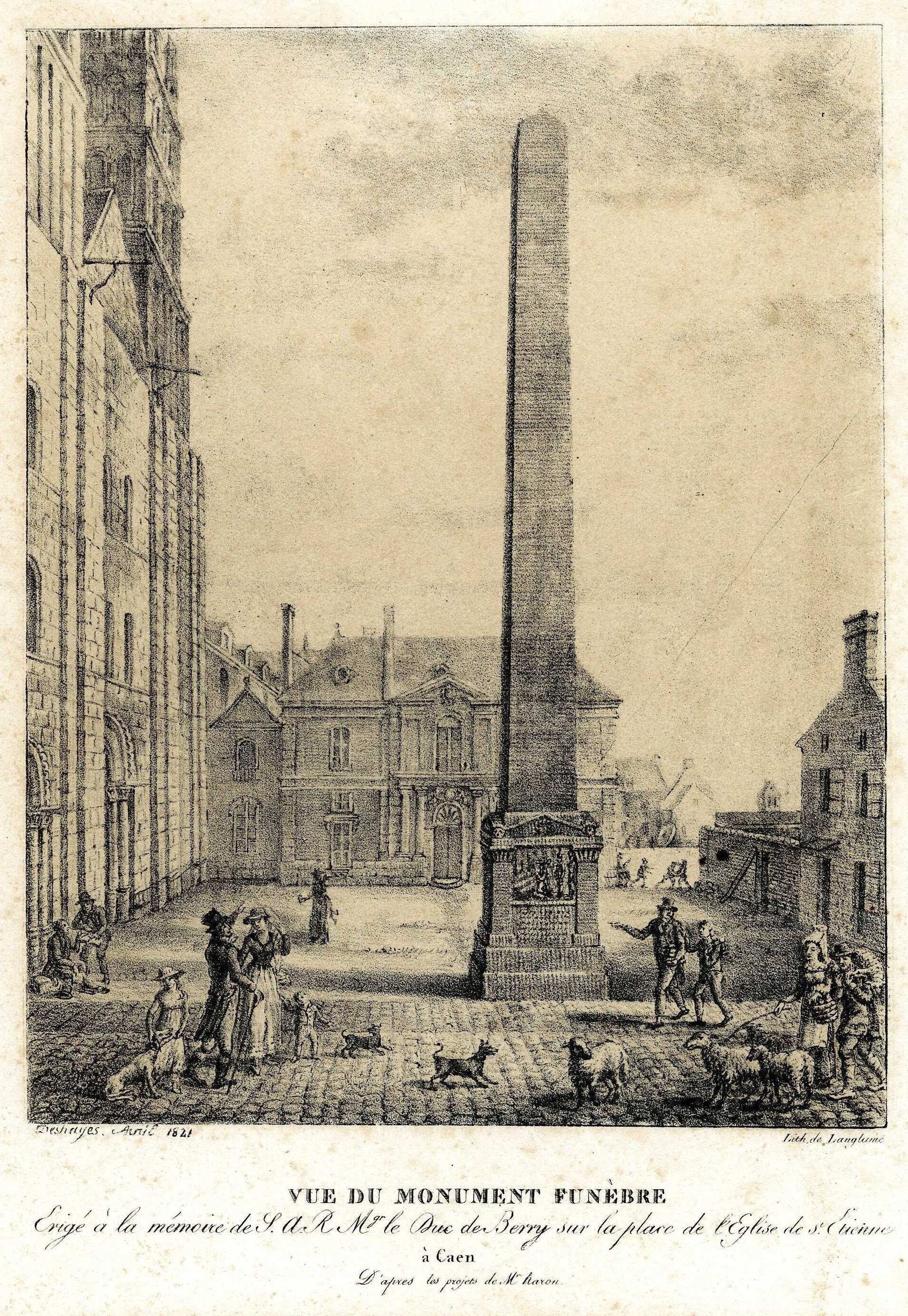
Lithographie de l'obélisque par Joseph Langlumé en 1821.

De retour d'exil à Jersey, le duc de Berry Charles-Ferdinand d'Artois, fils cadet du roi Charles X, débarque le 13 avril 1814 à Cherbourg. En route vers Paris, il passe par Caen où il séjourne quelques jours. Pour illustrer la volonté pacificatrice du nouveau régime, il ordonne la libération des personnes détenues à la prison de Beaulieu à la suite des émeutes de Caen de 1812.
Le 14 février 1820, le duc meurt de ses blessures après un attentat perpétré la veille par un bonapartiste à la sortie de l'opéra. Dès le 6 mars 1820, le conseil municipal de Caen décide de faire construire un monument en sa mémoire. Le roi Charles X ne souhaite pas de statue représentant le défunt, mais plutôt un hommage funèbre inspiré par la piété. C'est donc un cénotaphe en  forme d'obélisque qui doit être élevé sur le parvis de l'église Saint-Étienne sur le lieu même où le dauphin a mis pied à terre le 16 avril 1814,. Le monument est dessiné par Jean-Baptiste Philippe Harou ou plus probablement par son fils Romain Harou,. Le 25 avril 1820, le monument est autorisé par ordonnance royale,. Il est financé par voie de souscription. La première pierre est posée le 13 février 1821, date d'anniversaire de l'attentat contre le duc de Berry. Pour l'occasion, Joseph Langlumé produit une lithographie représentant l'état fini du monument. En décembre 1825, la réalisation des deux bas-reliefs en bronze est confiée à Louis Petitot,. Ils sont posés sur les côtés du monument en 1829.
Lors des Trois Glorieuses, l'avenir du monument, symbole royaliste, est remis en cause. Romain Harou, inquiet de ce qui pourrait advenir au monument, écrit au maire de Caen pour lui proposer de graver sur le monument le texte complet de la Charte constitutionnelle de 1830 en demandant « pourquoi ne pas obliger tous les citoyens à y lire sans cesse quels sont leurs droits et les limites de leurs droits ». Le monument est conservé mais les bas-reliefs sont discrètement retirés une nuit de février 1831. Ils sont entreposés dans le musée des antiquaires de Normandie,.
En 1933, la place du Lycée (actuelle place Monseigneur-des-Hameaux) est aménagée en square. En 1934, les bas-reliefs sont réinstallés sur le monument.
Lors de l'Occupation, les forces allemandes exigent en juillet 1941 la mobilisation des métaux non ferreux. La loi du 11 octobre 1941 relative à l'enlèvement des statues et monuments métalliques en vue de la refonte prévoit que « sera procédé à l'enlèvement des statues et monuments en alliage cuivreux sis dans les lieux publics et dans les lieux administratifs, qui ne présentent pas un intérêt artistique ou historique »,. Les bas-reliefs sont donc retirés et envoyés à la fonte.

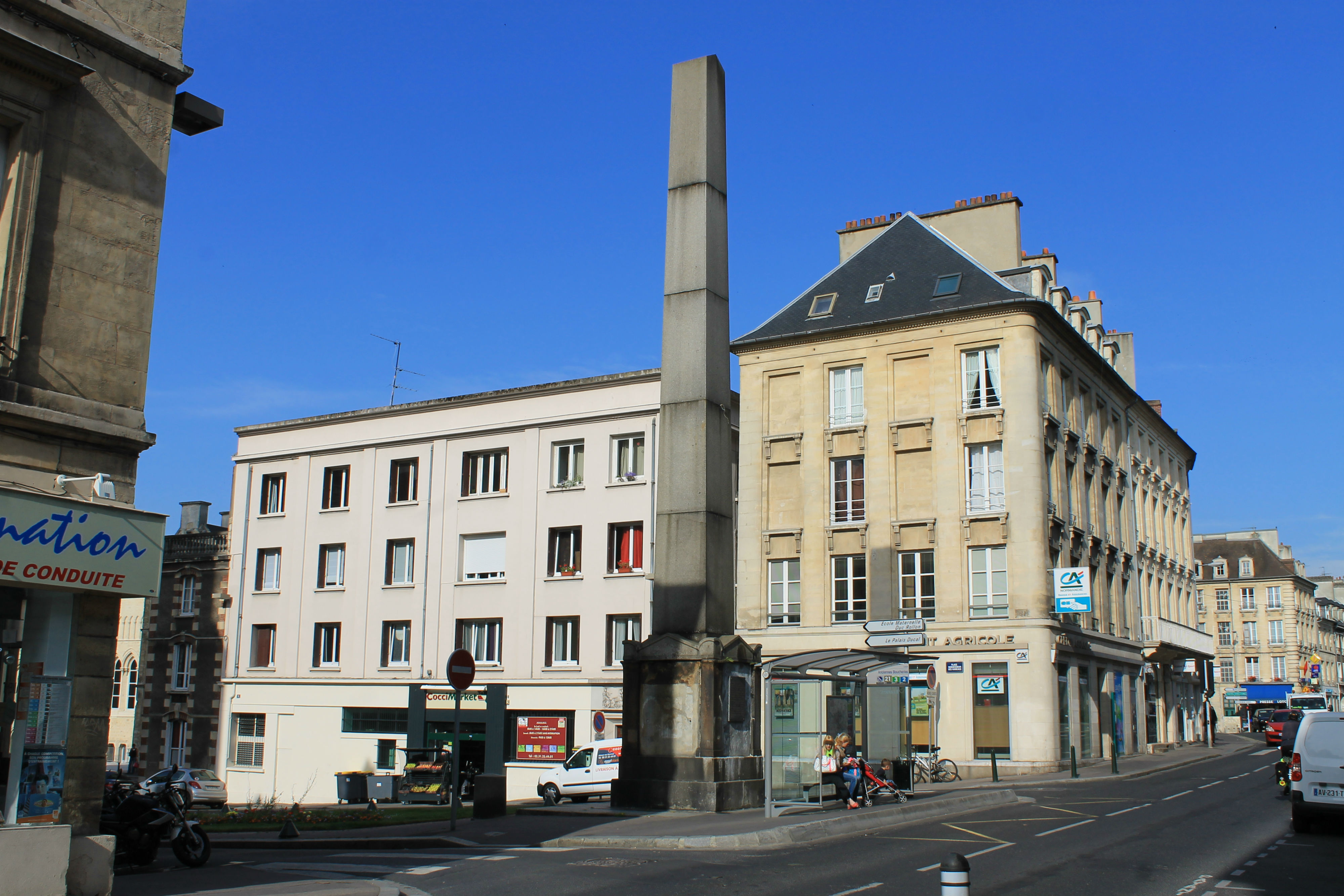
L'obélisque depuis la rue Guillaume-le-Conquérant en 2013.

## Description
L'obélisque n'est pas un monolithe. Il est constitué de cinq blocs de pierre superposés. Anépigraphe, il est complètement lisse. Il repose sur un piédestal quadrangulaire. Chaque côté de ce socle est décoré d'un petit fronton et chaque angle est surmonté d'un acrotère. L'ensemble est réalisé en granit. 
Les bas-reliefs en bronze étaient placés sur le côté ouest et le côté est du monument. Nous ne bénéficions pas de reproduction de ces éléments sculptés. Le catalogue de 1864 du musée des antiquaires, au no 736, les décrit ainsi : « sur l'un des bas-reliefs, le buste du duc de Berry » ; « sur l'autre, la France éplorée ; la Religion accompagne le duc jusqu’au tombeau »,.
Une plaque en granit a été apposée sur la façade du côté de la rue Guillaume-le-Conquérant[Quand ?]. Il y est écrit :

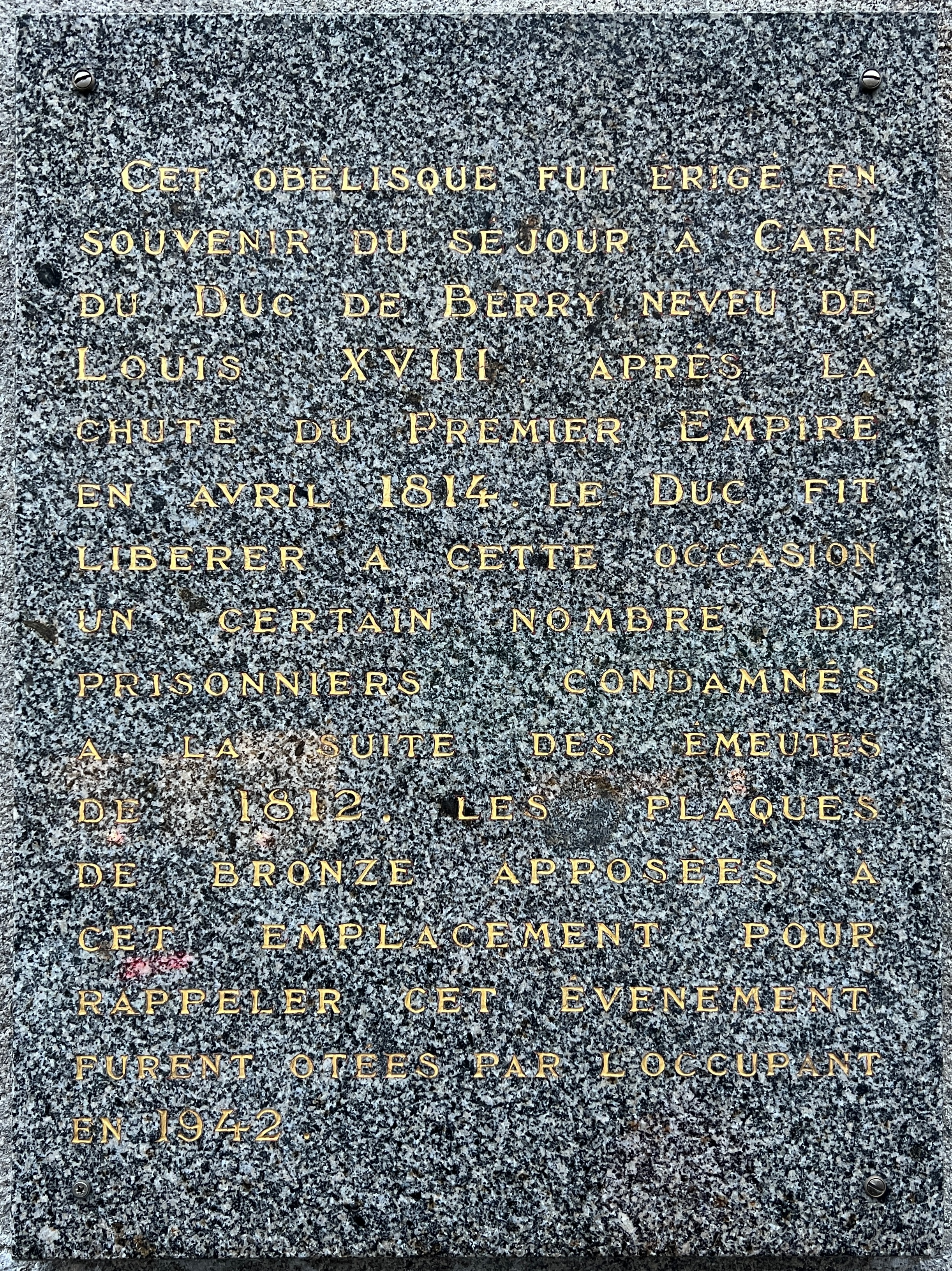
Actuelle plaque en granit.

« CET OBELISQUE FUT ERIGE EN
SOUVENIR DU SEJOUR A CAEN
DU DUC DE BERRY NEVEU DE
LOUIS XVIII. APRES LA
CHUTE DU PREMIER EMPIRE
EN AVRIL 1814 LE DUC FIT
LIBERER A CETTE OCCASION
UN CERTAIN NOMBRE
DE PRISONNIERS CONDAMNES
A LA SUITE DES EMEUTES
DE 1812. LES PLAQUES
DE BRONZE APPOSEES A
CET EMPLACEMENT POUR
RAPPELER CET ENVENEMENT
FURENT OTEES PAR L'OCCUPANT
EN 1942 »